# عملیات شهید سلیمانی
عملیات شهید سلیمانی یک عملیات نظامی در ۱۸ دی ۱۳۹۸ بود که طی آن، نیروی هوافضای سپاه پاسداران انقلاب اسلامی با پرتاب شماری موشک‌های بالستیک از کرمانشاه، پایگاه عین‌الاسد در استان الانبار عراق و یک پایگاه خالی در اربیل را که پیشتر محل استقرار نیروهای آمریکایی بودند، مورد هدف قرار داد. سپاه پاسداران انقلاب اسلامی این حمله موشکی را پاسخ به حمله هوایی ۲۰۲۰ به فرودگاه بین‌المللی بغداد دانست که منجر به کشته شدن قاسم سلیمانی و همراهانش در خودرو ون تویوتا شده بود. این عملیات در ساعت ۱:۲۰ بامداد یعنی همان ساعت هدف قرار گرفتن خودروی قاسم سلیمانی و چند ساعت پیش از دفن او انجام شد. شلیک موشک‌های سپاه پاسداران به پرواز شماره ۷۵۲ هواپیمایی بین‌المللی اوکراین که منجر به کشته شدن ۱۷۶ نفر شد، از جمله پیامدهای این حمله بود.
سپاه پاسداران انقلاب اسلامی همچنین به جز حمله به پایگاه عین‌الاسد، از حمله موشکی به یک پایگاه متروکه و سابق نظامی در اربیل در منطقه کردستان عراق نیز خبر داد.
این حمله یک حمله موشکی علیه منافع ایالات متحده آمریکا در عراق بود. در ابتدا، در ایران ادعاهایی غیر موثق و دروغین ای مبنی بر کشته شدن بیش از صد سرباز آمریکایی مطرح می‌شد. در حالی که در ارزیابی تیم بین‌المللی تأیید کرد که هیچ‌یک از سربازان زخمی یا کشته نشدند،
این اولین حمله مستقیم یک کشور مسلمان به پایگاه آمریکا بود
بنا بر گفته ظریف و سرهنگ «تیم گرلند» نیروهای آمریکایی پیشاپیش نسبت به انجام این حمله آگاه شده بودند.

## زمینه

نمونه‌ای از پوسترهای «انتقام سخت» که توسط پایگاه اینترنتی خامنه‌ای منتشر شده است.

عملیات در اجرای دستور سید علی خامنه‌ای، رهبر جمهوری اسلامی ایران صورت گرفت.
خامنه‌ای در پیامی گفته بود: «انتقام سختی در انتظار جنایتکارانی است که دست پلید خود را به خون او و دیگر شهدای حادثهٔ دیشب آلودند.» ۱۳۹۸/۱۰/۱۳
پایگاه اطلاع‌رسانی او شروع به انتشار پوسترهایی به‌عنوان لوح «انتقام سخت» نمود.
بعضی از رسانه‌های جمهوری اسلامی ایران ادعا کردند: «سپاه پاسداران انقلاب اسلامی با توجه به فرمان خامنه‌ای و خواست مردم ایران، در پی ترور قاسم سلیمانی «انتقام سخت» را از آمریکایی‌ها گرفت.»

## جزئیات حمله
در روز پنج شنبه ۱۹ دی امیرعلی حاجی‌زاده فرمانده نیروی هوافضای سپاه پاسداران طی نشستی خبری به تشریح جزئیات این حمله پرداخت. وی از پرتاب ۱۳ موشک از طراز قیام-۱ و فاتح ۳۱۳ برای انهدام اهداف از پیش تعیین شده به سوی پایگاه عین‌الاسد خبر داد. همچنین با بیان اینکه امکان هدف قرار دادن آسایشگاه و محل استقرار نیروهای آمریکایی نیز برای سپاه پاسداران وجود داشته، اما حاجی‌زاده هدف این عملیات را نه کشتن افراد بلکه ضربه زدن به ماشین جنگی، مرکز کنترل و فرماندهی، یگان‌های پهپادی بالگردی و مجموعه امکانات خط پروازی آمریکا در این پایگاه بیان کرده است. حاجی‌زاده با اشاره به اینکه نیروهای آمریکایی در آماده‌باش کامل قرار داشتند گفت که «تا پیش از انجام عملیات ۱۲ فروند هواپیمای بدون سرنشین و تعدادی هواپیمای باسرنشین از پایگاه عین‌الاسد مراقبت می‌کردند اما هیچ واکنشی به حمله نشان ندادند.» وی همچنین از یک عملیات جنگ الکترونیک پس از اتمام عملیات موشکی خبر داد. به گفته وی پس از انجام عملیات موشکی، نیروهای آمریکایی توسط دوربین‌های ۸ فروند پهپاد ام‌کیو-۹ که بر فراز منطقه بودند، در حال رصد و مخابره لحظه‌ای وقایع پایگاه بودند. اما نیروهای سپاه پاسداران طی یک عملیات جنگ الکترونیک که به فاصله ۱۵ دقیقه پس از عملیات موشکی آغاز شد، همه هواپیماهای بدون سرنشینی را که بر فراز منطقه عین‌الاسد در حال پرواز بودند برای لحظاتی از کنترل نیروهای آمریکایی خارج کرده و راه‌های ارتباطی آن‌ها از جمله ارتباطات تصویری را از بین برده‌اند. وی همچنین اشاره کرد که پس از عملیات حداقل ۹ سورتی پرواز مجروح به کشور اردن و اسرائیل منتقل شده و تعدادی بالگرد شینوک نیز مجروحان را به بیمارستان آمریکا در بغداد منتقل کرده‌اند.
حسین سلامی نیز دربارهٔ این عملیات گفت: «برای تلفات انسانی هدف گذاری نکردیم. کشتن سربازان دشمن اهمیتی نداشت اما تجهیزات راهبردی دشمن آنجا وجود داشت که اهداف ما بودند». وی همچنین افزود که در شب عملیات دو موشک در خاک ایران از کار افتاده و سقوط کردند. گزارش‌های خبرگزاری‌ها نیز نشان می‌دهد که دو موشک دیگر در منطقه هیتان در غرب شهر هیت عراق سقوط کردند و منفجر نشدند.

## اطلاع به نیروهای آمریکایی و عراقی پیش از حمله
محمدجواد ظریف وزیر پیشین خارجه با انتشار کتابی اطلاعات بیشتری از عملیات موشکی به عین‌الاسد بیان کرد: آمریکایی‌ها قبل از روحانی و وزارت خارجه از حمله به عین‌الاسد آگاه شده بودند. وی همچنین در این کتاب گفته است که نخست‌وزیر عراق پیش از حمله از وقوع آن مطلع شده در حالی که رئیس‌جمهوری وقت ایران حسن روحانی و وزارت امور خارجه ایران از حمله مطلع نبوده‌اند. روزنامه کیهان پس از انتشار این کتاب در واکنش به بی اطلاعی حسن روحانی نوشت تمامی تلاشها برای بیدار کردن حسن روحانی از خواب بی‌نتیجه بوده است.
مقامات عراق، فنلاند و دانمارک اعلام کردند که از حملهٔ موشکی ایران به پایگاه‌های نظامی آمریکا خبر داشتند. عراق اعلام کرد که ایران، پیش از حملهٔ موشکی خود به پایگاه‌های آمریکایی، به مقامات عراقی اعلام کرده بود که می‌خواهد حمله‌ای در درون خاک این کشور انجام دهد. نظامیان فنلاندی حاضر در عراق نیز اعلام کردند پیش از حملهٔ ایران، هشداری دریافت کرده بودند. بنابر اعلام مقامات این کشور نیروهای فنلاندی حاضر در پایگاه اربیل، پیش از حملات موشکی ایران راهی پناهگاه شده‌اند و آسیبی ندیده‌اند. رئیس ستاد ارتش دانمارک نیز در گفتگویی با شبکه دو تلویزیون این کشور روز جمعه ۱۰ ژانویه اعلام کرد که این کشور شش ساعت پیش از آغاز حمله موشکی ایران علیه پایگاه‌های نظامی آمریکا در عراق در جریان این حمله قرار گرفته است. او همچنین گفت که «من نمی‌خواهم به جزئیات بیشتر در مورد اینکه چگونه به ما هشدار داده شد، بپردازم.»
یکی از فرماندهان نیروهای آمریکایی مستقر در «عین‌الاسد» در عراق، بنام سرهنگ «تیم گرلند» به خبرگزاری فرانسه گفت نیروهای آمریکایی ساعت‌ها پیش از پرتاب موشک‌ها از این عملیات آگاهی داشتند و در نتیجه کلیه نفراتشان به پناهگاه رفته بودند. وی گفت: «پرتاپ موشک برای نمایش، کاری بی‌سابقه است».
سرهنگ آنتوانت چیس، فرمانده پایگاه عین‌الاسد، ۲٫۵ ساعت پیش از اصابت موشک به پایگاه به نیروهایش در ساعت ۲۳ شب ۱۶ دی دستور داده بود که به پناهگاه بروند.
سرهنگ میلز کگینز، یک سخنگوی ائتلاف در عین‌الاسد نیز به خبرنگاران گفت ساعت ۲۳ و ۳۰ دقیقه شب نسبت به احتمال یک حمله موشکی قریب‌الوقوع آگاه بودیم. همچنین دو نظامی عراقی به خبرگزاری رویترز گفتند که ۸ ساعت پیش از حمله موشکی سپاه پاسداران، سربازان عراقی و آمریکایی مشغول انتقال تسلیحات و نظامیان مستقر در عین‌الاسد به سنگرهای مستحکم و امن بودند.
یک افسر اطلاعات عراقی گفت نیروهای آمریکایی از حمله کاملاً آگاه بودند و زاغه‌ها ساعت‌ها پیش از شلیک موشک تخلیه شده‌بودند.
سخنگوی فرماندهی کل نیروهای مسلح عراق، سرتیپ عبدالکریم خلف طی بیانیه‌ای اعلام کرد ما پیام شفاهی و رسمی از ایران دریافت کرده بودیم و تماس‌های داخلی و خارجی متعددی برای مهار موضوع و عدم ورود به جنگی دوباره انجام گرفت.
ایندیپندنت فارسی طی مقاله‌ای با عنوان «حمله موشکی سپاه با آمریکا هماهنگ شده بود» نوشت شلیک موشک سپاه پاسداران به پایگاه‌هایی در عراق با میانجیگری قطر و عمان با نیروهای آمریکا هماهنگ شده‌بود که هم انتقام ایران را بازتاب دهد و هم خسارتی به نیروهای آمریکایی وارد نشود.
کنت مکنزی فرمانده فرماندهی مرکزی آمریکا در مارس ۲۰۲۱ در گفتگویی با سی بی اس گفت آمریکایی‌ها بر اساس یک ارزیابی اطلاعاتی از آماده شدن ایران برای حمله به این پایگاه پی برده بودند. ارتش آمریکا اعلام کرد که ایران در روز حمله در حال جمع‌آوری اطلاعات از عکس‌های ماهواره‌های تجاری برای رصد فعالیت آمریکایی‌ها در این پایگاه بود. مکنزی گفت عامدانه از تخلیه سریع نیروها و تجهیزات هوانوردی خودداری شده تا اطمینان حاصل شود ایران آخرین عکس‌های ماهواره ای را برداشته و اطلاعات در دسترس آن تاریخ گذشته بوده. مکنزی گفت ایران در آن عکس‌ها نیروها را در حال کار در پایگاه و هواپیماها را در آن می‌دیده ولی در زمان شلیک موشک‌ها وضعیت به این گونه نبوده؛ نیمی از نیروها و بسیاری از هواپیماها تخلیه شده و بسیاری از نیروها که برای دفاع از مواضع ماندند در پناهنگاه‌های مستحکم سنگر گرفتند. ارتش آمریکا در ۱ مارس ۲۰۲۱ ویدئوهایی از اصابت موشک‌ها یکی از پس دیگری به پایگاه منتشر کرد. سربازانی که در پایگاه مانده بودند تصور می‌کردند کشته خواهند شد ولی حمله بدون تلفات پایان یافت.

## تلفات و صدمات

### بر اساس روایت آمریکا و دیگر کشورها
بنابر گزارش پنتاگون، هیچ آمریکایی در این حمله کشته نشده است. مقامات امنیتی عراق نیز از عدم تلفات نیروهای عراقی در این حمله خبر داده‌اند. دونالد ترامپ، رئیس‌جمهور آمریکا در سخنرانی رسمی خود گفت که هیچ‌یک از نیروهای آمریکایی یا عراقی در این حمله آسیبی ندیده‌اند. ترامپ همچنین آسیب‌های وارده به تأسیسات و ساختمانها را ناچیز دانست. به گزارش رویترز براساس ارزیابی‌های اطلاعاتی، ایران به‌طور عمدی طوری هدف‌گیری کرده بود که نیروهای آمریکایی را مورد اصابت قرار ندهد. نوت گینگریچ رئیس سابق مجلس نمایندگان آمریکا در مصاحبه با فاکس نیوز گفت «به نظر من کاری که انجام دادند به شدت دقیق و برنامه‌ریزی شده‌بود و آنها عمداً از کشتن آمریکایی‌ها خودداری کردند و به نحوی آنها بدون هیچ تلفات انسانی قدرت نمایی کردند» علاوه بر آمریکایی‌ها، دیگر نیروهای حاضر در پایگاه، استرالیا، کانادا، دانمارک، فنلاند، لیتوانی، نروژ، و لهستان هم تأکید کردند که به نیروهای آنان در این حمله هیچگونه آسیبی وارد نشده است. محمد بارکیندو، دبیرکل اُپک نیز اعلام کرد به تأسیسات نفتی عراق آسیبی وارد نشده است.
چند روز پس از حادثه بسیاری از خبرگزاری‌های دولتی و مستقل کشورهای مختلف برای تهیه گزارش به داخل این پادگان رفتند و تأکید کردند در این حادثه کسی کشته نشده است.
بر اساس گزارش واشینگتن‌پست، یک مقام نظامی که در پایگاه عین‌الاسد حضور داشت گفته است که «در نتیجه این حملات موشکی، دست کم دو نظامی آمریکایی از پنجره یک برجک به بیرون پرتاب شده و ده‌ها نفر دیگر نیز از حال رفتند.» چند روز بعد، بر اساس گزارش رویترز، سران ارتش آمریکا یک هفته پس از حمله موشکی ایران، از علائم آسیب مغزی ناشی از انفجار موشک در ۱۱ نفر از نظامیان خود در این پایگاه مطلع شده‌اند.
در تاریخ ۲۹ ژانویه، مقام‌های پنتاگون اعلام کردند که حدود ۲۰۰ نظامی آمریکایی که در زمان حمله در منطقه انفجار بودند تحت آزمایش قرار گرفته‌اند. از میان این تعداد، ۵۰ نفر دچار صدمات مغزی ناشی از انفجار تشخیص داده شده‌اند که ۳۲ نفر از آنها پس از درمان در عراق به خدمت بازگشتند. به گفته پنتاگون، پرونده پزشکی باقی نظامیان نیز در حال ارزیابی است.
عکس‌های ماهواره‌ای ارائه‌شده توسط Planet Labs صدمات زیادی به پایگاه را نشان می‌دهد که حداقل پنج سازه در این حمله آسیب دیده‌اند، که نشان می‌دهد موشک‌ها به اندازه کافی دقیق هستند تا به ساختمان‌های منفرد برخورد کنند. دیوید اشمرلر، تحلیلگر مؤسسه مطالعات بین‌المللی میدلبری در مونتری، که این عکس‌ها را ارزیابی کرد، گفت که به نظر می‌رسد این حملات به ساختمان‌هایی که هواپیماها را در خود نگه می‌دارند ضربه زده است، در حالی که ساختمان‌هایی که برای اسکان کارکنان مورد استفاده قرار می‌گیرند مورد اصابت قرار نگرفته است.
دو مقام دفاعی ایالات متحده به نیوزویک گفتند که هجده موشک که از سیستم‌های هدایت داخل هواپیما استفاده می‌کردند، در پایگاه هوایی الاسد فرود آمدند که سه تای آن‌ها روی باند فرود بودند، در حالی که موشک دیگری به برج کنترل هوایی اصابت کرد و به آن آسیب رساند. یک هلیکوپتر بلک هاوک نابود شد، ده چادر «منهدم شد» و یک پهپاد MQ-1 Predator آسیب دیده است، اسد فقط میزبان MQ-9 Reapers نیروی هوایی ایالات متحده و ارتش MQ-1C Gray است. بنا بر گزارش‌ها، سازه‌های آسیب‌دیده شامل یک مجموعه نیروهای ویژه و دو آشیانه، علاوه بر واحد مسکونی اپراتورهای هواپیماهای بدون سرنشین ایالات متحده بود. دهانه‌هایی به عرض ۱۰ متر در اثر این برخوردها باقی ماندند.
در آخرین گزارش در ۱۰ فوریه، پنتاگون اعلام کرد که علائم آسیب مغزی در میان سربازان این پایگاه به ۱۰۹ نفر افزایش یافته است و از این تعداد ۷۶ نفر نیز پس از بررسی‌های لازم به خدمت بازگشته اند.
در ۹ دسامبر ۲۰۲۱، سی‌بی‌اس از اعطای ۳۹ نشان افتخار با عنوان قلب ارغوانی به سربازان آسیب دیده در جریان این عملیات خبر داد.

### براساس روایتجمهوری اسلامیوسپاه پاسداران
در مقابل این گزارش‌ها، خبرگزاری فارس چند ساعت پس از شروع حمله، به نقل از «یک مقام آگاه» در سپاه پاسداران انقلاب اسلامی مدعی شد که «تلفات این حمله، ۸۰ کشته و حدود ۲۰۰ نفر زخمی بوده است.» امیرعلی حاجی‌زاده فرمانده نیروی هوافضای سپاه پاسداران انقلاب اسلامی که اجرای عملیات را برعهده داشته، با وجود تأیید این شمار تلفات گفت «می‌توانستیم آسایشگاه و محل استقرار نیروها را هدف قرار دهیم، اما به دنبال کشتن افراد نبودیم بلکه در صدد ضربه زدن به ماشین جنگی و مرکز فرماندهی و کنترل آنها بودیم.» حاجی زاده گفت «[اگرچه] ما در این عملیات دنبال کشتن کسی نبودیم، [با این حال در طی این عملیات] حتماً ده‌ها نفر کشته و زخمی شده‌اند». وی در رد ادعای خالی بودن پایگاه عین‌الاسد، صحبت از در دست داشتن اسنادی نمود که اثبات می‌کند پس از عملیات موشکی سپاه حداقل ۹ سورتی پرواز مجروح از این پایگاه به اردن و اسرائیل منتقل شد و تعدادی بالگرد شینوک مجروحان را به بیمارستان آمریکا در بغداد منتقل کردند»
صدا و سیمای ایران نیز در روز ۱۸ دی ماه تصاویری را تحت عنوان «نخستین تصاویر از داخل پایگاه عین‌الاسد» پخش کرد و گفت: «امروز برای نخستین بار تصاویری از داخل پایگاه عین‌الاسد منتشر شد که لحظه برخورد موشک‌های ایرانی را نشان می‌دهد و در این تصویر صدای نظامیان آمریکایی نیز شنیده می‌شود.» این تصاویر نشان از وحشت افراد حاضر و انفجارهای بزرگ در محل حادثه بود. اما بررسی کارشناسان نشان داد که این ویدئو پخش شده توسط صدا و سیما ربطی به حمله موشکی ایران نداشته است، بلکه ترکیبی از تصاویر حمله یک موشک به شهری در فلسطین در تاریخ ۱۲ نوامبر ۲۰۱۸ و انفجار ایستگاه گازی در چین در ۱۴ اگوست ۲۰۱۵ بوده است که در اینترنت موجود هستند. همچنین صدا و سیما و رسانه‌های درون ایران نیز، با انتشار تصویر سندی مدعی شدند که در آن مسئول آمریکایی تلفات آمریکا از حمله موشکی سپاه به عین‌الاسد را لیست کرده و در اختیار یکی از نمایندگان مجلس آمریکا قرار داده است. در این سند ذکر شده است که در جریان حمله موشکی ایران به پایگاه نظامی الاسد در عراق ۱۳۹ نفر کشته و ۱۴۶ نفر مجروح شده‌اند. با بررسی کارشناسان مشخص شد که این سند جعلی است. سپس برخی رسانه‌های درون ایران نیز مورد تأیید نبودن سند را پذیرفتند.
صدا و سیما و رسانه‌های رسمی در ایران حداقل در شش مورد به جعل خبر دربارهٔ این عملیات و تلفات آن پرداختند یا اخبار جعلی را به عنوان حقیقت بازنشر کردند. برخی از این اخبار جعلی، ساختاری نسبتاً پیچیده دارند که اثبات ساختگی بودن آنها نیازمند تحقیق است. در یک مورد، ۲۴ ساعت پس از حملهٔ موشکی ایران به پایگاه الاسد، کانال تلگرامی متعلق به سپاه پاسداران تصویری جعلی از سایت نیوزویک منتشر کرد که در آن نوشته شده بود: «سایت نیوزویک در ساعات ابتدایی حمله تعداد سربازان به هلاکت رسیده آمریکایی را حداقل ۲۷۰ نفر برآورد کرده است». اما این بخش از خبر دقایقی بعد حذف می‌شود. مورد دوم جعل حساب کاربری توییتر جک خوری، خبرنگار اسرائیلی بود. این حساب جعلی مدعی شد بر اساس گزارش‌های رسیده از سوی هاآرتص، هواپیمای حامل ۲۲۴ سرباز مجروح آمریکایی در حمله موشکی ایران به عین‌الاسد در تل‌آویو، اسرائیل فرود آمده است. مورد سوم جعل نامه منسوب به پنتاگون بود. سایت مصاف، نزدیک به علی‌اکبر رائفی‌پور که جزو اولین رسانه‌های ایرانی بود که این خبر را بازتاب داده بود، در توضیحی پذیرفت که این نامه جعلی است و «سند مورد تأیید نمی‌باشد». مورد چهارم ویدئویی است از تماس تلفنی ساختگی پدر یک سرباز آمریکایی با برنامهٔ واشینگتن ژورنال از تلویزیون C SPAN که توسط صدا و سیما به عنوان شاهدی از وجود تلفات در عین‌الاسد بازتاب داشت. مورد پنجم تصاویر جعلی مربوط به انفجار پایگاه عین‌الاسد بود که در صدا و سیما پخش شد و در اصل مربوط به «انفجار گاز در تابستان ۲۰۱۵ در تیان‌جین چین» و «سقوط موشک‌های فلسطینی در اشکلون اسرائیل» بود. مورد ششم نیز که توسط باشگاه خبرنگاران جوان در صدا و سیما پخش شد، «انتقال نظامیان و تجهیزات آمریکایی در سوریه پس از حملات موشکی ایران به عین‌الاسد» بود. در این ویدیو تعدادی کامیون و تانکر سوخت دیده می‌شوند که هیچ‌کدام شباهتی به ماشین حمل تجهیزات یا نیروهای نظامی ندارند و به‌طور مشخص یکی از این کامیون‌ها مربوط به یک شرکت حمل و نقل اروپایی به اسم «بنی لوز» (Benny Looze) است که لوگوی آن پشت یکی از کامیون‌ها درج شده است.

## تحلیل نظامی حمله سپاه پاسداران
دیوید اشمرلر کارشناس مؤسسه جیمز مارتین سنتر در مصاحبه با رادیو فردا گفت که حمله موشک‌های سپاه پاسداران از ایران قابل پیش‌بینی بوده است.
بنیاد بررسیهای جهانی میدلبری نیز تصاویر ماهواره ای از آشیانه‌های هواپیما که توسط موشک‌های سپاه تخریب شده منتشر کرد.
روزنامه وال استریت ژورنال نیز نوشت که حمله سپاه به پایگاه‌های آمریکا در عراق در کنار حمله به تأسیسات آرامکو عربستان در سپتامبر قبل با مشارکت ایران، یک زرادخانه موشکی را معرفی کرد که به تهدیدات منطقه ای سپاه پاسداران در ایران و خارج از ایران دامن زده است.
روزنامه واشینگتن پست با استناد به مقامات عالی‌رتبه دولت آمریکا اعلام کرد که ایران با سنجیدگی و از روی واهمه تلاش کرده است تا از خسارت شدید و آغاز جنگ گسترده در داخل کشور ایران خودداری شود؛ زیر احتمال سقوط نظام فعلی آن را له دنبال دارد.

## واکنش رسانه‌های داخل ایران
یک رسانه وابسته به سپاه پاسداران در تهران پس از این حمله گفت: «سپاه پاسداران با این حمله موشکی نشان دادند که توان پاسخ دادن به آمریکا را دارند.» پس از آن سخنرانی ترامپ پس از حمله موشکی سپاه که سپاه را به همکاری در ساخت گروهک‌های تروریستی همچون داعش متهم کرده بود، از سوی رسانه‌های وابسته به سازمان سپاه پاسداران به عقب‌نشینی و ضعف وی از تهدید نظامی پس از ترور قاسم سلیمانی تحلیل شد.
«ایران اینترنشنال» هزینه ساخت موشک‌های بالستیک کوتاه‌برد ایرانی را «طبق گزارش‌ها رقم‌های متفاوت یک تا دو میلیون دلار برای هر واحد از موشک «فاتح ۳۱۳» و ۱۰۰ تا ۳۰۰ هزار دلار برای «قیام» برآورد کرده است». بنا بر تحلیل این خبرگزاری، «با جمع آمار مربوط به هزینه ساخت، انتقال، نگهداری و پرتاب این موشک‌ها برآورد مالی نشان می‌دهد نیروهای نظامی جمهوری اسلامی در شرایط تنگنای مالی و بودجه‌ای کشور ده‌ها میلیون دلار برای این حملات خرج کرده‌اند».

## تسلیحات به‌کار رفته

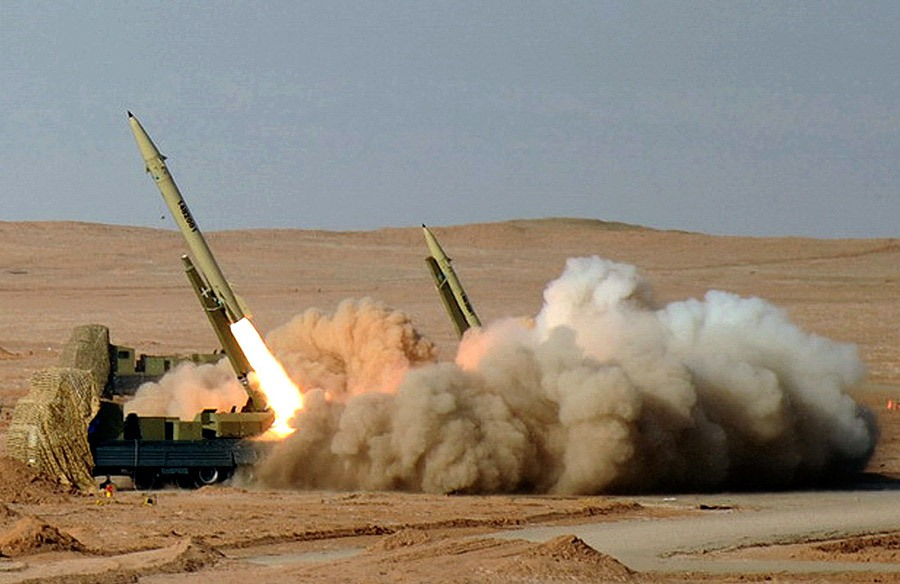
تصویر موشک فاتح

بنابر ادعاهای رسانه‌های نزدیک به سپاه پاسداران، ایران در حمله به این پایگاه از موشک‌های ایرانی فاتح و قیام استفاده کرد. موشک قیام به کلاهک بارانی و سامانه مختل کننده رادار مجهز بود که برای اولین بار از هر ۲ این مولفه‌ها در حمله استفاده می‌شد و بابت همین، به‌نظر مشرق، پدافند پایگاه آمریکا موفق به رهگیری آنان نشد.

## واکنش‌ها
- اتحادیه اروپا: جوزپ بورل، مسئول سیاست خارجی اتحادیه اروپا با ادعای اینکه انتقام موشکی ایران نمونه‌ای از تنش‌زایی است، گفت تندتر کردن مارپیچ خشونت به نفع هیچ‌کسی نیست.[۸۸]
- ایران
  - سید علی خامنه‌ای، رهبر جمهوری اسلامی ایران با اشاره به حملات موشکی بامداد به پایگاه‌های آمریکا در عراق گفتند: «بحث انتقام بحث دیگری است؛ حالا دیشب یک سیلی به اینها زده شد. این مسئلهٔ دیگری است. آنچه که برای مقابله مهم است، کارهای نظامی به این شکل، برای آن قضیه کفایت نمی‌کند. آنچه مهم است، این است که باید حضور فساد برانگیز آمریکا در این منطقه منتهی و تمام شود.»[۸۹][۹۰]
  - حسن روحانی، قبل از حمله موشکی به پایگاه آمریکایی عین الاسد رئیس‌جمهور ایران حسن روحانی درپی تهدید رئیس‌جمهور آمریکا به هدف قرار دادن ۵۲ نقطه در ایران در توییتی در حساب کاربری خود در توییتر متن بسیار مشکوکی منتشر کرد[۹۱] «آنهایی که به عدد ۵۲ اشاره دارند بهتر است به عدد ۲۹۰ هم فکر کنند. IR655» این توییت اشاره به پرواز مسافربری شماره ۶۵۵ شرکت هواپیمایی ایران ایر با شناسه «IR655» می‌کرد که از تهران به مقصد دوبی در تاریخ ۱۲ تیر ۱۳۶۷ (۳ ژوئیه ۱۹۸۸ میلادی) پس از توقف بین راهی در بندرعباس به سمت دوبی در حرکت بود که با شلیک یک موشک ریم-۶۶ استاندارد از رزم‌ناو یو اس‌اس وینسنس متعلق به نیروی دریایی ایالات متحده آمریکا در ارتفاع ۱۲ هزار پایی بر فراز خلیج فارس سرنگون شد و تمامی ۲۹۰ سرنشین آن که شامل ۴۶ مسافر غیر ایرانی و ۶۶ کودک (زیر ۱۳ سال) بودند. و دقیقاً این توییت به واقعیت تبدیل شد و چند ساعت بعد از حمله سپاه پاسداران به پایگاه عین الاسد هواپیمای مسافربری پرواز شمارهٔ ۷۵۲ هواپیمایی بین‌المللی اوکراین توسط دو موشک از طرف سپاه پاسداران که گفته می‌شد خطای انسانی بوده است هدف قرار گرفت و سرنگون شد.
  - سپاه پاسداران انقلاب اسلامی اعلام کرد در صورت پاسخگویی آمریکا، هر کشوری را که مبدأ حمله به ایران باشد، مورد حمله قرار خواهد داد.[۹۲]
  - محمدجواد ظریف در توییتی نوشت: «ایران منطبق با بند ۵۱ منشور ملل متحد، اقدامات متناسبی در دفاع از خود انجام داد و پایگاهی که از آن حمله علیه مقام‌های ارشد ما انجام شده بود را هدف قرار داد. ما به دنبال تشدید تنش یا جنگ نیستیم، اما از خودمان در برابر هر تهاجمی دفاع می‌کنیم.»[۹۳]
  - عباس نیل‌فروش معاون عملیات سپاه در این باره گفت که موشک‌های شلیک شده «دقیقاً به اهداف مورد نظر اصابت کرده» و آمریکا قادر به انحراف یا انهدام هیچ‌کدام از آنها نشده است.[۹۴][۹۵]

شبکه المنار (خبرگزاری وابسته به حزب‌الله لبنان) نیز گزارش داد که سامانه‌های دفاع هوایی آمریکا به‌طور عامدانه نخواسته‌اند هیچ‌یک از موشک‌های شلیک شده از سمت ایران را ساقط یا حتی رهگیری کند.
- ایالات متحده آمریکا
  - دونالد ترامپ، رئیس‌جمهور ایالات متحده، در توییتی با نوشتن «همه‌چیز خوب است»، گفت که ارزیابی خسارات در دست انجام است و اعلام کرد که در صبح روز چهارشنبه، بیانیه‌ای منتشر خواهد کرد.[۹۷][۹۸] روز بعد ترامپ در سخنرانی رسمی مدعی شد که به هیچ‌یک از نیروهای آمریکایی یا عراقی مستقر در دو پایگاه آسیبی نرسیده است. او همچنین مردم و رهبران ایران را به صلح دعوت کرد و گفت: «آمریکا آماده است تا صلح را در آغوش بگیرد.»[۴۴]
  - نانسی پلوسی، رئیس مجلس نمایندگان آمریکا در توئیتر نوشت: «پس از حمله به نیروهای آمریکا در عراق، به دقت وضعیت را رصد می‌کنم. باید از ایمنی سربازانمان و از جمله پایان دادن به اقدامات تحریک‌آمیز غیرضروری از سوی ایران اطمینان حاصل کنیم و بخواهیم که ایران، خشونت را متوقف کند. آمریکا و دنیا تاب جنگ ندارند.»[۹۹]
  - پنتاگون، با صدور بیانیه‌ای گفت که «ایران با شلیک بیش از ۱۲ موشک بالستیک دو پایگاه هوایی عین‌الاسد و اربیل در عراق که نیروهایی آمریکا در آن مستقر هستند، هدف حمله قرار داده است. در حال ارزیابی اولین خسارت‌ها هستیم.[۱۰۰]»
  - اداره هوانوردی فدرال آمریکا با صدور اطلاعیه‌ای از خطوط هوایی این کشور خواست از پرواز در آسمان ایران، عراق، خلیج فارس و دریای عمان خودداری کنند.[۱۰۱]
  - رایان مک‌کارتی از کارمندان ارتش آمریکا معتقد است این اقدام، توانایی ایران برای هدف قرار دادن و کشتن آمریکایی‌ها را تقویت کرده است. مک‌کارتی تأکید می‌کند ایرانی‌ها دشمن بسیار قابلی هستند. آنها توانمندی‌هایی دارند که می‌توانند به ما حمله کرده و آمریکایی‌ها را بکشند.[۱۰۲][۱۰۳]
- عراق:
  - برهم صالح، رئیس‌جمهور عراق طی بیانیه‌ای اعلام کرد که حملات ایران به مواضع نظامی در خاک عراق را محکوم می‌کنیم. این حملات به منزله نقض حاکمیت عراق بوده و تبدیل کشورمان به میدان جنگی برای دو طرف درگیر را نمی‌پذیریم. وی در این بیانیه همچنین تصریح کرد: حضور نیروهای ائتلاف بین‌المللی ضد داعش به رهبری آمریکا در عراق یک مسئله داخلی است و به دولت و پارلمان این کشور مربوط می‌شود.[۱۰۴]
  - محمد الحلبوسی، رئیس پارلمان عراق نیز با انتشار بیانیه‌ای حملات ایران را محکوم کرده و دولت این کشور را به حفاظت از حاکمیت عراق و دور نگه داشتن آن از درگیری‌ها فراخواند.[۱۰۴]
  - مسرور بارزانی، نخست‌وزیر منطقه کردستان عراق گفت که دولت منطقه کردستان عراق با همه طرف‌ها برای ایجاد آرامش و بازگشت ثبات به منطقه ارتباط خواهد داشت.[۸۸]
- بریتانیا: بوریس جانسون، نخست‌وزیر انگلستان ضمن محکوم کردن انتقام موشکی ایران از آمریکا، عملیات ایران را «بی‌پروا و خطرناک» توصیف کرده و از ایران خواست فوراً اوضاع را آرام کند.[۸۸]
- عمان: یوسف بن علوی، وزیر خارجه عمان تأکید کرد با وجود تنش آفرینی‌های تهران در شرایط کنونی فرصتی برای میانجی‌گری بین تهران و واشینگتن وجود ندارد.[۸۸]
- آلمان: هایکو ماس، وزیر خارجه آلمان با محکوم کردن انتقام موشکی ایران از نیروهای آمریکایی در عراق، گفت: «از حکومت ایران می‌خواهیم که از گام‌های بعدی که منجر به تنش‌زایی بیشتر می‌شود، اجتناب کند».[۸۸]
- اسرائیل: بنیامین نتانیاهو، نخست‌وزیر اسرائیل با اعلام حمایت خود از واشینگتن پس از حملات موشکی سپاه پاسداران از نیروهای آمریکایی در عراق، گفت: «اسرائیل کاملاً در کنار آمریکا ایستاده است. آمریکا هیچ دوستی بهتر از اسرائیل ندارد و اسرائیل هم دوستی بهتر از آمریکا ندارد؛ دشمن هر دو ما مشترک است.».[۸۸]

### سازمان‌ها و گروه‌ها
- آروا دامون نخستین خبرنگاری است که پس از این حمله از پایگاه دیدن کرده است. وی با نشان دادن ویرانی‌ها در نقطه برخورد موشک‌ها می‌گوید که تنها دلیلی که باعث شده به کسی آسیب نرسیده باشد، اطلاع نیروهای پایگاه چند ساعت پیش از حمله بوده است.[۵۶]

## تبعات و آسیب‌ها
- چند ساعت پس از حمله موشکی سپاه به عین‌الاسد، پرواز شماره ۷۵۲ هواپیمایی بین‌المللی اوکراین متعلق به هواپیمایی بین‌المللی اوکراین از مبدأ تهران به مقصد کی‌یف بود که هدف شلیک پدافند هوایی سپاه پاسداران قرار گرفته و سقوط کرد.[۱۰۵][۱۰۶][۱۰۷] این هواپیما در تاریخ ۱۸ دی ۱۳۹۸ (۸ ژانویه ۲۰۲۰) ساعت ۶:۱۹ صبح اندکی پس از برخاستن از فرودگاه امام خمینی مورد اصابت سامانه موشکی تور قرار گرفت و کمی بعد در حوالی پرند سقوط کرد. همه ۱۷۶ سرنشین این پرواز جان باختند.[۱۰۶][۱۰۸][۱۰۹]
- در جریان مرحله گروهی لیگ قهرمانان آسیا ۲۴–۲۰۲۳ و در جریان مسابقه باشگاه فوتبال سپاهان و باشگاه فوتبال الاتحاد از عربستان سعودی، مسابقه مذکور به علت وجود مجسمه قاسم سلیمانی در ورودی استادیوم نقش جهان با رای ناظر ازبکستانی مسابقه با نتیجه ۳–۰ به نفع باشگاه فوتبال الاتحاد عربستان سعودی اعلام و علاوه بر آن سپاهان مستلزم به باز پرداخت تمام پاداش‌های اهدایی مسابقات به علاوه ۲۰۰ هزار دلار آمریکا جریمه به کنفدراسیون فوتبال آسیا و محرومیت از میزبانی ۳ مسابقه خانگی در مسابقات آسیایی گشت؛ همچنین AFC اعلام کرد: در صورت امتناع از استخراج این مجسمه از استادیوم محرومیت‌های شدیدتری در انتظار باشگاه فوتبال سپاهان و فدراسیون فوتبال جمهوری اسلامی خواهد بود.[۱۱۰][۱۱۱][۱۱۲]
- به دنبال وضعیت ایجاد شده در این عملیات نظامی، صنعت گردشگری ایران دچار بحرانی جدی شد، بطوریکه بر اساس آمارها ۷۰ درصد تورهای آسیایی و ۱۰۰ درصد تورهای اروپایی که قصد سفر به ایران را داشتند، سفر خود را لغو کرده‌اند.[۱۱۳][۱۱۴]
- ترافیک هوایی ایران به شدت دچار افت شد و بسیاری از ایرلاین‌ها یا پرواز به مقصد ایران را لغو کردند، یا مرزهای هوایی ایران را دور زدند. این امر کاهش درآمد ایران از محل گذر هواپیماهای عبوری شد.[۱۱۵]
- فدراسیون فوتبال آسیا اعلام کرد که بازی‌های باشگاه‌های ایرانی در لیگ قهرمانان آسیا به دلیل آنچه ناامنی کشور خوانده شده، باید در زمین بی‌طرف و کشور ثالث برگزار شود.[۱۱۶] این محرومیت به مدت ۴ سال از لیگ قهرمانان آسیا ۲۰۲۰ تا لیگ قهرمانان آسیا ۲۴–۲۰۲۳ برای باشگاه‌های ایرانی ادامه داشت.
- آسوشیتدپرس در مارس ۲۰۲۱ گزارش داد که مقام‌های رده بالا سپاه پاسداران از حمله به پایگاه عین الاسد جهت انتقام ترور قاسم سلیمانی راضی نبودند و در ژانویه ۲۰۲۱ (دی ۱۳۹۹) برای حمله به پایگاه نظامی «فورت مک‌نایر» در خاک آمریکا به سبک انفجار یواس‌اس کول و قتل ژنرال جوزف مارتین بحث کردند. این گفتگو توسط آژانس امنیت ملی آمریکا شنود شد. پس از شنود، تدابیر امنیتی در اطراف پایگاه تشدید شد.[۱۱۷][۱۱۸][۱۱۹][۱۲۰][۱۲۱] در ژانویه ۲۰۲۱ پس از شنود این گفتگو، ژنرال عمر جونز، فرمانده نیروهای نظامی در ایالت واشینگتن گفت که «تهدیدهای معتبر و ویژه» علیه پایگاه وجود دارد و یک نفر با شنا کردن در عرض «واشینگتن چنل» خود را به پایگاه نظامی رسانده بود.[۱۱۹]
- مجلس شورای اسلامی روز سه‌شنبه، ۱۷ دی‌ماه، کلیه اعضای وزارت دفاع ایالات متحده و شرکت‌ها و مؤسسات وابسته آن را «تروریست» دانست و خبر داد که بودجه نیروی قدس، شاخه برون‌مرزی سپاه پاسداران، نیز ۲۰۰ میلیون یورو افزایش می‌یابد.[۱۲۲]